# Falange Socialista Boliviana
La Falange Socialista Boliviana (FSB) es un partido político boliviano fundado en 1937. A pesar de su nombre, es una organización de tercera posición cuya tendencia ideológica se inspira en el falangismo. Fue el segundo partido más grande del país entre 1954 y 1974. Después de este periodo, sus militantes han gravitado hacia la candidatura militar del general Juan Pereda Asbún (1978) y especialmente hacia el partido de derechas Acción Democrática Nacionalista del exdictador Hugo Banzer.

## Historia
El partido fue fundado en Chile por un grupo de exiliados, dentro de ellos Óscar Únzaga de la Vega. En un inicio, la organización se inspiró en el falangismo español y adoptó una agenda política similar al fascismo, al estilo de Francisco Franco y Benito Mussolini. No obstante, mantenía un perfil reformista al abogar por grandes transformaciones al orden político y social oligárquico existente en Bolivia. Este objetivo lo acercó a otros movimientos revolucionarios de aquella época como el Movimiento Nacionalista Revolucionario (MNR) de Víctor Paz Estenssoro, el cual llegó al poder tras la Revolución de 1952; de hecho, el FSB fue invitado para formar parte de la coalición liderada por este partido al inicio de las manifestaciones que derivaron en esa revolución, pero se retiró al último minuto. A pesar de ser un movimiento marginal durante la década de 1940, la «Falange» comenzó a acumular popularidad por parte de antiguos latifundistas y miembros de la élite boliviana en reacción a la Revolución de 1952 y se convirtió en el principal partido opositor al gobierno del MNR. La popularidad del FSB coincidió, precisamente, con un periodo de fuerte inflación en Bolivia durante la presidencia de Hernán Siles Zuazo (1956-1960). Además, la organización contaba con popularidad en estudiantes universitarios de clase media alta. Se organizaba en células partidarias al nivel nacional que le permitieron tener buena presencia en ciertas zonas específicas como La Paz y Santa Cruz. No obstante, el partido fracasó en convencer al campesinado de Cochabamba en unirse a la organización y terminò afectando su crecimiento. 
El 19 de abril de 1959, la Falange lanzó un complot contra el Cuartel Sucre, el cual terminó en una matanza donde murieron la mayoría de los dirigentes de la Falange Socialista Boliviana. Los supervivientes huyeron e intentaron una reorganización en el departamento de Santa Cruz, más exactamente en Terebinto.
Además, la FSB realizó una serie de insurgencias de baja intensidad contra el gobierno, la cual culminó con una rebelión ocurrida en abril de 1959, en la cual, la organización obtuvo brevemente, el control parcial de la Sede de Gobierno, La Paz. Esta fue reprimida por el ejército, con un saldo de cincuenta muertos en combate, entre ellos Unzaga, cuya muerte fue declarada oficialmente como un suicidio.

## Resultados electorales

### Presidenciales
|  | 8.17 % |

|  | 0.05 % |

|  | 13.81 % |

|  | 50.88 % |

|  | 4.10 % |

|  | 1.63 % |

|  | 1.33 % |

|  | 0.75 % |

|  | 1.27 % |

### Parlamentarias
|  | 14.00 % |

|  | 12.20 % |

|  | 8.20 % |

|  | 7.00 % |

|  | 0.10 % |

|  | 13.60 % |

|  | 4.1 % |

|  | 1.6 % |

|  | 1.3 % |

|  | 0.7 % |

|  | 1.2 % |